# Al-Taawoun Football Club
L'Al-Taawoun Football Club (in arabo التعاون‎?, at-Taʿāwun, "cooperazione"), noto come Al-Taawoun, è una società calcistica saudita con sede a Burayda. Milita nella Lega saudita professionistica, la massima divisione del campionato saudita di calcio.

## Storia
Quando fu fondata, nel 1956, la squadra aveva il nome di Al-Shabab, che in arabo significa "gioventù". Saleh Alwably fu primo presidente del club. Nel 1960, quattro anni la fondazione, la squadra fu registrata ufficialmente, mentre nell'aprile del 1963 ricevette la licenza ufficiale.
Sotto la presidenza di Zayed Al-Omrani, nel 1995 il club fu promosso per la prima volta nella massima divisione saudita, da cui retrocesse dopo una sola stagione. Nel 1997 ottenne nuovamente la promozione in Pro League, stavolta vincendo il campionato di seconda serie. Anche in tal caso, però, la permanenza in massima serie fu fugace e si concluse dopo una sola stagione.
Il club ottenne nuovamente la promozione in Saudi Professional League nel 2010, piazzandosi secondo in seconda divisione. Nella stagione 2015-2016 la società raggiunse un traguardo storico: grazie al quarto posto conseguito al termine del campionato e grazie al mancato ottenimento della licenza AFC da parte dell'Al-Ittihad, la squadra riuscì a centrare per la prima volta la qualificazione alla principale competizione continentale per club, la AFC Champions League.
Nella stagione 2018-2019 vinse il primo trofeo della propria storia, la Coppa del Re, sconfiggendo in finale l'Al-Ittihad.

## Allenatori
- Eoin Hand (1º luglio 1987 - 30 giugno 1988)
- Antal Szentmihályi (1991-1992)
- Marco Cunha (2004)
- Tohid Sebravî (2008-09)
- Gheorghe Mulțescu (3 luglio 2010 - 20 dicembre 2010)
- Florin Motroc (22 dicembre 2010 - 29 dicembre 2011)
- Grigore Sichitiu (30 dicembre 2011 - 1º aprile 2012)
- Miloš Hrstić (2012)
- Srećko Juričić (1º gennaio 2012 - 1º febbraio 2012)
- Khalid Kamal (ad interim) (1º aprile 2012 - 24 giugno 2012)
- Gjoko Hadžievski (1º luglio 2012 - 20 febbraio 2013)
- Taoufik Rouabah (febbraio 2013 - settembre 2014)
- José Manuel Gomes (settembre 2014 - 29 maggio 2016)
- Darije Kalezić (2 giugno 2016 - 16 ottobre 2016)
- Constantin Gâlcă (18 ottobre 2016 - 20 marzo 2017)
- José Manuel Gomes (21 marzo 2017 - 2 maggio 2018)
- Pedro Emanuel (7 maggio 2018 - maggio 2019)
- Paulo Sérgio (21 maggio 2019 - 29 dicembre 2019)
- Abdullah Asiri (ad interim) (29 dicembre 2019 - 15 gennaio 2020)
- Vítor Campelos (gen.-sett. 2020)
- Patrice Carteron (sett. 2020-mar. 2021)
- Nestor El Maestro (13 mar. 2021 -22 agosto 2021)
- José Manuel Gomes (22 agosto 2021 -31 marzo 2022)
- John van den Brom (31 marzo 2022 -30 giugno 2022)
- Péricles Chamusca (1º luglio 2022 -30 giugno 2024)
- Rodolfo Arruabarrena (6 luglio 2024 -9 febbraio 2025)
- Péricles Chamusca (20 luglio 2025 -)

## Palmarès

### Competizioni nazionali
- Coppa del Re dei Campioni: 1

2019
- Campionato saudita di seconda divisione: 1

1996-1997

### Altri piazzamenti
- Campionato saudita:

Terzo posto: 2018-2019
- Coppa del Re dei Campioni:

Finalista: 1990, 2020-2021
- Supercoppa saudita:

Finalista: 2019
Semifinalista: 2024
- AFC Champions League Two:

Semifinalista: 2024-2025

## Organico

### Rosa
| N. |                           | Ruolo | Calciatore            |
| -- | ------------------------- | ----- | --------------------- |
| 1  | Brasile (bandiera)        | P     | Mailson               |
| 3  | Brasile (bandiera)        | C     | Andrei Girotto        |
| 5  | Arabia Saudita (bandiera) | D     | Mohammed Mahzari      |
| 6  | Arabia Saudita (bandiera) | C     | Sultan Al-Farhan      |
| 7  | Arabia Saudita (bandiera) | C     | Mohammed Al-Kuwaykibi |
| 8  | Arabia Saudita (bandiera) | C     | Saad Al-Nasser        |
| 9  | Arabia Saudita (bandiera) | C     | Abdulfattah Adam      |
| 11 | Brasile (bandiera)        | A     | João Pedro            |
| 13 | Arabia Saudita (bandiera) | P     | Abdulquddus Atiah     |
| 14 | Arabia Saudita (bandiera) | C     | Fahad Al-Jumaiya      |
| 16 | Venezuela (bandiera)      | D     | Renne Rivas           |
| 18 | Paesi Bassi (bandiera)    | C     | Aschraf El Mahdioui   |
| 19 | Bolivia (bandiera)        | C     | Lucas Chávez          |
| 21 | Arabia Saudita (bandiera) | D     | Fahad Al-Abdulraziq   |
| 23 | Arabia Saudita (bandiera) | D     | Waleed Al-Ahmed       |

| N. |                           | Ruolo | Calciatore           |
| -- | ------------------------- | ----- | -------------------- |
| 24 | Brasile (bandiera)        | C     | Flávio               |
| 26 | Arabia Saudita (bandiera) | D     | Ibrahim Al-Shuail    |
| 27 | Arabia Saudita (bandiera) | C     | Sultan Mandash       |
| 29 | Arabia Saudita (bandiera) | C     | Ahmed Saleh Bahusayn |
| 31 | Arabia Saudita (bandiera) | P     | Mohammed Al Dhulayfi |
| 32 | Arabia Saudita (bandiera) | D     | Muteb Al-Mufarrij    |
| 44 | Arabia Saudita (bandiera) | C     | Abdulmalik Al-Harbi  |
| 66 | Arabia Saudita (bandiera) | C     | Rayan Fourgi         |
| 76 | Marocco (bandiera)        | C     | Fayçal Fajr          |
| 90 | Arabia Saudita (bandiera) | C     | Hattan Bahebri       |
| 93 | Arabia Saudita (bandiera) | C     | Awn Al-Saluli        |
| 99 | Gambia (bandiera)         | A     | Musa Barrow          |
|    | Marocco (bandiera)        | C     | Abdelhamid Sabiri    |
|    | Arabia Saudita (bandiera) | P     | Mohammed Al-Dawsari  |
|    | Arabia Saudita (bandiera) | A     | Rayan Al-Johani      |